# A Girl Walks Home Alone at Night
A Girl Walks Home Alone at Night (Brasil: Garota Sombria Caminha pela Noite / Portugal: Uma Rapariga Regressa de Noite Sozinha a Casa) é um filme americano de 2014 dirigido por Ana Lily Amirpour. Anunciado como "O primeiro Western de vampiros iraniano", foi escolhido para ser exibido no programa "Next" no Festival Sundance de Cinema 2014.
O filme se ambienta na cidade fantasma iraniana "Bad City" e descreve os feitos de uma vampira solitária.

## Sinopse
Na cidade fantasma iraniana Bad City, um lugar que cheira morte e solidão, os habitantes não sabem que estão sendo perseguidos por uma vampira solitária.

## Elenco
- Sheila Vand como A Garota
- Arash Marandi como Arash
- Marshall Manesh como Hossein
- Dominic Rains como Saeed
- Mozhan Marnò como Atti
- Rome Shadanloo como Shaydah

## Produção
Foi filmado na cidade de Taft no Condado de Kern, no sul da Califórnia. Um curta-metragem com o mesmo título foi gravado por Amirpour e exibido em festivais, ganhando como Melhor Curta-metragem no Noor Iranian Film Festival. O filme foi baseado no romance gráfico de Ana Lily Amirpour com o mesmo nome, ilustrado por Michael DeWeese e editado por Ben e Jon Conrad.